# ソニックと秘密のリング
『ソニックと秘密のリング』（ソニックとひみつのリング、Sonic and the Secret Rings）は、セガが2007年3月15日に発売したWii用アクションゲーム。米国は同年2月20日、ヨーロッパは同年3月2日発売。
日本での略称は、「ひみリン」。

## ストーリー
青きハリネズミ、ソニックは自宅で居眠りしていた。その最中に、所持していたアラビアンナイトの本から現れたリングの妖精シャーラに起こされる。シャーラによれば、悪しきマジン『イレイザー・ジン』によって本の世界が消滅しつつあり、このままでは現実世界にまで出現するという。
ソニックは本の世界に入るために、金色の指輪をはめてシャーラと契約、2人はイレイザーの野望を止めるべく本の世界へと出発した。

## ゲームシステム
プログレッシブ出力、ワイド表示対応。
本作は、アラビアンナイトの本の世界を舞台としている。Wiiリモコンを傾けたりする事でソニックを直感的に動かす事が出来る。また、「スキル」と呼ばれる特殊能力を習得し装備させる事が出来るカスタマイズ要素もある。また、空中に浮かぶ「パール」を取得、「ソウルゲージ」を消費することで特殊なアクションが可能になる（後述）。
スキルは、リングのレベルを上げることで多く追加できるようになる。リングレベルの低い序盤こそは従来のようなスピードは出せないが、リングレベルを上げていきスキルを追加していくことでスピードを大きく引き上げることが出来る。
他にも、4人まで遊べるパーティゲームがある。

### ソニックの操作
本作はWiiリモコンを横に持った状態（つまり右手に1・2ボタンが来ている状態）でプレイするうえ、リモコンの傾きを利用する等といった、3D作品の中でも非常に特異な操作体系を持つ。
ソニックの移動
ソニックは自動で前方に走っていく。リモコンを横持ちスタイルで画面に対して平行に持ち、左右に傾けるとソニックの走行ラインが変わる。手前に傾けるとブレーキを掛け、以後継続すればバック移動する。傾ける操作は、ステージ内のギミックを動かすのにも利用することがある。
1ボタンによるアクション
1ボタンはおもにアクションのキャンセルに用いる。走行中に1ボタンを押すとブレーキを掛け、押し続ければその場で待機する。またジャンプ中や空中にいる時にボタンを押せば、ジャンプキャンセルで急降下する。
2ボタンによるアクション
2ボタンはおもにジャンプアクションに用いる。ボタンを押した時間によって、ソニックがジャンプする高さが3段階に変化する。一瞬だとショートジャンプに、ソニックにオレンジのエフェクトが出ていればチャージジャンプ（大ジャンプ）、両者の間をとった中ジャンプに分かれる。ジャンプは走行中・静止中可能であり、走行中にボタンを押し続ければスライディングを行いながらジャンプのチャージをする。また2ボタンでもジャンプキャンセルが可能である。
その他のアクション
その他、ソニックがジャンプ中などにリモコンを振るとジャンプダッシュが可能。同じくロックオンカーソルが赤い状態でリモコンを振るとホーミングアタック。また（リモコン横持ち状態で）十字キー上でスピードブレイクのオン・オフ、下でタイムブレイクのオン・オフ。

### スキル
ミッションをクリアし、経験値を得ることでレベルがアップする。それと同時に、新しいスキルを習得することがある。スキルは複数装備して組み合わせることが可能だが、一部特定のスキル同士を組み合わせることのできないものが存在する。スキルポイントの上限を超えて装備することはできない。
スキルには、移動に関連する「風」・攻撃に関する「炎」・リングや経験値に関する「闇」属性がある。また羽マークや壷マークなど、アクションアイコンも同時に指定されている。
なお、スキルはレベルアップの他に、特定の条件を満たした場合に得られるものがある。以下にスキルの一例を示す。
風属性のスキル
バックステップ
バック走行中に2ボタンを押すと、素早く後退する。
ミニターボ
スタートカウントが「1」の時にリモコンを振ると、少し加速してスタートする。
ランディングダッシュ
ショートジャンプ等で着地した時の初速が上がる。

炎属性のスキル
ファイヤーゲイズ
ジャンプキャンセルで攻撃できるようになる。炎のエフェクトを伴う。
H・エキスパンズ
ホーミングアタックの射程が伸びる。
ファイヤーステップ
バックステップで攻撃できるようになる。「バックステップ」の装備が必須。

闇属性のスキル
リングボーナス
ミッション開始時にリングを5個持ってスタートする。
パールコレクター
近くにあるパールを吸い寄せて回収する。
ソウルスライダー
スライディングしている間、少しずつ経験値を得られる。

### ソウルゲージ
シナリオを進めていくと「ソウルゲージ」を取得する。パールを集めるとソウルが溜まり、一定以上あると以下の技が使える。
スピードブレイク
超高速でコースを疾走する。走行中は一部の障害物やマジンを吹き飛ばす判定が出る。完全無敵になれるわけでは無いので、コースのライン取りや途中でキャンセルをかけることも考慮する必要がある。
タイムブレイク
画面が白黒っぽくなり、時間の流れが遅くなる。全体の動きがスローモーションになり動くトラップなどがかわしやすくなるので、慎重な操作が必要な時に発動すると良い。この時の流れが遅くなるのを利用して発動する仕掛け(壁から噴出する砂の上に乗れるなど)が幾つか存在する。
「パールコレクター」以外にも、スキルの中にはソウル関連のものが数点ある。
ソウルアーマー
ダメージを受けたときのソウル減少率が低下する。
サージ
タイムブレイク中のソニックの動作が素早くなる。

### アイテム
リング
シリーズ恒例のアイテム。20枚分に相当する「リッチリング」もある。ソニックのレベルが上がると、ゲーム中に所持可能なリング数が増えていく。スキル次第ではリングが大きく増減するのも本作の特徴。
パール
取るとソウルゲージが増え、一回り大きい「リッチパール」もある。マジンを倒してもパールが得られる。
ファイヤーソウル
赤色のリングのようなアイテム。集めると良いことがあるらしい。ファイヤーソウルを取得して経験値精算画面に入ると、ファイヤーソウル取得ボーナスとして500ポイント得られる。ただし1つにつき1回。
そのほか、ミッション関連のギミックとしてのアイテムも複数ある。ミッションに応じてカウントされている。

## キャラクター
ソニック以外のシリーズキャラクターはスター・システムによるアラビアンナイトの世界の住人としての登場か、パーティーゲームのみの登場となる。
ソニック（声：金丸淳一）
本作では、リングの精霊、シャーラに頼まれてイレイザー・ジンからアラビアンナイトの世界を救いに行く。今までのソニックの設定からは珍しく、プロローグでは風邪気味になっている。
イレイザー・ジンによって、燃え尽きると命も尽きる火の矢を打ち込まれたため、このイベントの後でゲームをプレイすると胸に炎が燃えている。本作ではこの火の矢による影響でソニックは火の属界に入ってしまい（要するに火属性に分類される）、火の属性を持つ敵が相手の場合は何処かから水属性の力を借りないと倒せない、という設定がある。
最終決戦ではカオスエメラルドは登場しないため本来のパワーアップ形態である「スーパーソニック」には変身せず、世界リングによって凶悪な雰囲気を醸し出した「ダークスパインソニック」に変身して戦う。
シャーラ （声：中原麻衣）
『アラジンと魔法のランプ』に出てくるリングの精霊。「伝説の青きハリネズミ」のソニックにアラビアンナイトの助けを求める。彼女と契約した者の簡単な願いをかなえる力を持つ。
ステージでは丸い魂のような姿をしており、操作方法などを教えてくれる。
イレイザー・ジン （声：江原正士）
本の中の世界を消し去ろうとするマジン。7つの世界リングを探している。その名（イレイザーとは剃刀の意）の通り剃刀のような武器を振りかざし、ソニックに決闘を挑んでくる。
その正体は『アラジンと魔法のランプ』に出てくるランプの精。一時は世界リングを手中に収めるものの、その力を制御できず異形の怪物と化してしまう。
アルフ・ライラ・ワ・ライラ
イレイザー・ジンが世界リングを制御しきれなかった結果変身してしまった異形の怪物。本作のラスボスである。名前の意味は『千一夜』。
テイルス －（声：広橋涼）
アリババとして登場。手先が器用でソニックの冒険をサポートしてくれる。パーティーゲームでは本人として登場。
ナックルズ －（声：神奈延年）
7つの海を渡る冒険者シンドバッドとして登場。知恵があるらしいが……パーティーゲームでは本人として登場。
オモチャオ - （声：小桜エツ子）
パーティモードに登場。主にゲームの解説などする。
エッグマン - （声：大塚周夫）
物語の中心人物でもあるシャフリヤール王として登場。性格はエッグマンと同じで本人は出てこない。ソニックを青いトゲトゲと呼んでいる。
ソロモン王（声：山野史人）
物語の途中に登場する。イレイザー・ジンのせいで骸骨と化してしまった。ソニックにイレイザー・ジンについて教える。
ビッグ（声：なし）
ステージの背景的な隠し要素として少しだけ登場しており、しゃべらないが特殊な条件をクリアすることによって彼の旅日記を読むことができる。
エミー －（声：川田妙子）
ソニックのことが大好きな自称ソニックのガールフレンド。パーティーゲームのみに登場。
クリーム －（声：あおきさやか）
礼儀正しく、何事にも一生懸命で、好奇心旺盛なウサギの女の子。パーティーゲームのみに登場。
シャドウ －（声：遊佐浩二）
プロフェッサージェラルドによって作られた究極の生命体。パーティーゲームのみに登場。
シルバー －（声：小野大輔）
未来からやってきた超能力を使う白銀のハリネズミ。パーティーゲームのみに登場。
ブレイズ －（声優：高森奈緒）
ソルエメラルドを守護する沈着冷静な異世界の皇女。パーティーゲームのみに登場。

## 評価
本作はレビューアグリゲータMetacriticで69/100のスコア。同サイトは「mixed or average」と判定する。チャートは好調で世界的に2017年2月で11位のベストセラーで、Wiiで3位だった。イギリスでは全プラットフォームで5位のベストセラーだった。北米で全体の13位、Wiiで4位で、83000本売り上げた。2007年6月、7月、8月にWiiの4位、3位、7位のベストセラーとなる。Entertainment and Leisure Software Publishers Association（ELSPA）の「プラチナ」販売賞を受賞した。イギリスでは少なくとも30万本売り上げた。
批評家は最近の人気低下した批判的な評価のソニックゲームよりも一般的に改善したと感じた。.3/5の星を与えたエンパイアは「シリーズを有名にしためまぐるしいレースとプラットフォームのブレンドを取り戻し」つつ「最近の版を台無しにした不安定なストップスタートのゲームプレイを改善」を披露、「Wiiはゼルダで最高のグラフィックを提供しなければならない」としたが「緩慢な操作と難のあるカメラワークはソニックのWiiデビューは完璧には程遠いことを意味する」とした。エレクトロニック・ゲーミング・マンスリーは「最近の360、PS3、PSPソニックゲームのひどさに歯止めをかけるまともな仕事している」と述べ、1UP.comのシェーン・ベッテンハウゼンはソニックアドベンチャー発売後に徐々に悪化して苦しんでいたいたシリーズが「間違いなく改善された」と書いた。GameSpyのパトリック・ジョイントはソニックを「生き返らせ、継続させる方向に傾いた」と賛同を書いた。IGNのマット・キャサマシーナ、Nintendo Powerのクリス・シェパード、GameSpot'のグレッグ・ミュラーは本作を最高の3Dソニックゲームと呼んだが、一般的な3Dタイトルを批判した。Eurogamerのロブ・フェイヒーは唯一のプレイ可能なキャラクターとしてソニックを選んだことを賞賛した。
レベルデザインは複数の評価を受けた。GameSpyのジョイントは速いレベルを優先してプレイヤーに「慎重に動く」経験を奪ったと感じたとした。1UP.comのベッテンハウゼンはビジュアルの魅力をバイオハザード4と比較して賞賛した。IGNのキャサマシーナは「ソニックチームは7つのレベルで多くのことをした」と賛同、様々なミッションとレベルのアーティスティックなコントラストを賞賛。だが障害物の配置を批判した。Eurogamerのフェイヒーはレベルの「回避可能な点々とある盲点と過信」を批判、ステージ数と複数のミッションを再利用を「少し戸惑う」とした。彼はレーシングゲームのトラックレベルと比較してリプレイの価値を与えたと認定した。
操作とカメラワークはレビューで関心を集めた。ベッテンハウゼンは操作を「最初は無謀」と呼び「ソニックの勢いはあるが逆に進むのは苦心するが速度に慣れると自然とできる」とした。キャサマシーナとミュラーも同意見だが、シェパードは低いカメラアングルと任意のターゲットシステムを批判した。ベッテンハウゼンはマルチプレイモードがマリオパーティシリーズの改作に失敗したとして受け付けなかった。フェイフィーはマルチプレイヤーレースモードがミニゲームの「つまらなさ」よりは好まれると付け加えて賛同した。キャサマシーナはスーパーモンキーボール ウキウキパーティー大集合と比較して「極一部の人だけが目立ち、いくつかは全くの無意味だが多くのゲーマーはそれがあっても満足するだろう」とした。シェパードは同意したが「パーティーモードの最大機能をアンロックするためのストーリーモードの範囲を広げてプレイしたかった」と主張した。
ファミ通クロスレビューでは9、8、8、7の32点でゴールド殿堂入り。レビュアーはレースとアクションが合わさったコンセプト、奥深さを与えるルールやスキル、シンプルな操作感やカメラアングルで体感できるダイナミックさ、ミニゲームの多さを賞賛、本当に楽しくなるのはスキルをある程度覚えてからだと指摘した。